# Bonos
Bonos je bio uzurpator na Rajni. 
Zajedno s Prokulom se pobunio protiv Proba, no to mu nije pomoglo. Prob ga je porazio, a nakon poraza, Bonos se objesio. 
Iza njega je ostala žena i dva sina prema kojima se Prob kasnije vrlo dobro ponašao.